# Футбол на літніх Олімпійських іграх 1996 — жінки
У 1996 році на літніх Олімпійських ігор в Атланті (штат Джорджія, США), було проведено перший турнір з футболу серед жінок. Матчі групового етапу проходили в Маямі, Орландо, Бірмінгемі та Вашингтоні (округ Колумбія), а півфінали і фінал пройшли на Sanford-стадіоні в Афінах (штат Джорджія).  Там же відбувся фінал турніру з футболу у чоловіків.

## Вирішальні ігри
|  | Півфінали        | Півфінали        |   |                  | Фінал               | Фінал |  |
|  |                  |                  |   |                  |                     |       |  |
|  | 28 липня - Афіни |                  |   |                  |                     |       |  |
|  | КНР              | 3                |   |                  |                     |       |  |
|  | Бразилія         | 2                |   |                  |                     |       |  |
|  |                  |                  |   |                  |                     |       |  |
|  |                  |                  |   |                  | 1 серпня - Афіни    |       |  |
|  |                  |                  |   |                  | КНР                 | 1     |  |
|  |                  | США              | 2 |                  |                     |       |  |
|  |                  |                  |   |                  |                     |       |  |
|  |                  |                  |   |                  |                     |       |  |
|  |                  |                  |   |                  | Матч за третє місце |       |  |
|  | 28 липня - Афіни | 28 липня - Афіни |   | 1 серпня - Афіни | 1 серпня - Афіни    |       |  |
|  | Норвегія         | 1                |   | Бразилія         | 0                   |       |  |
|  | США (дч)         | 2                |   |                  | Норвегія            | 2     |  |

## Переможці
|       | Золото    | Срібло      | Бронза         |
| Жінки | США (USA) | Китай (CHN) | Норвегія (NOR) |

## Бомбардири
Чотири голи
- Анн Крістін Оренес
- Лінда Медален
- Претінья

Три голи
- Шеннон Макміллан
- Сунь Цінмей